# امین‌الدوله بن تلمیذ
هبةالله بن صاعد بغدادی شهرت‌یافته به امین‌الدوله بن تلمیذ یا ابن تلمیذ (۱۰۷۴ - ۱۱۶۵م) پزشک برجسته، موسیقی‌دان، ادیب، شاعر و نویسندهٔ چندزبان‌دان در عهد ایران سلجوقی بود. او در زمان سلطنت ملکشاه یکم و محمود یکم سلجوقی می زیست. .

## زندگی
کنیه‌اش ابوالحسن، لقبش امینُ الدوله و نامش هبةالله بود، نسبش به طول کامل «هبةالله بن أبی‌العلاء صاعد بن ابراهیم بن تلمیذ» نوشته شد. «ابن تلمیذ» نسبی است به پدربزرگ مادری‌اش. امین‌الدوله در ۱۰۷۴م/ ۴۶۶ق در بغداد زاده شد. هنگامی که دانش‌های اولیه را آموخت، به پزشکی روی آورد؛ رشته‌ای که در آن سرآمد شد. سپس امیران در ایران او را برای درمان فراخواندند. او سپس در زادگاه خویش بغداد به ریاست بیمارستان عضدی منصوب شد. سپس، ریاست کل پزشکی بغداد به او داده شد و او مسئول آزمون‌گیری پزشکی‌آموختگان گشت.

درگذشت امین‌الدوله در ۲۸ ربیع‌الاول ۵۶۰ق/ ۱۱ آوریل ۱۱۶۵م در بغداد روی داد.

## آثار
امین‌الدوله در پزشکی آثاری نگاشت. دوستدار موسیقی بود و به زبان‌های فارسی، یونانی، سریانی تسلط داشت. بر زبان‌شناسی عربی نیز دانا بود و به ادبیات و شعر عربی نیز پرداخت. شعرهایش بیشتر کوتاه و علمی است.
- الاقراباذین: نام‌های داروها و ویژگی‌های آن.
- اختیار کتاب الحاوی للرازی
- اختیار کتاب مسکویه للأسشربه
- اختصار شرح جالینوس لکتاب الفصول لأبقراط
- شرح مسائل حنین بن اسحاق علی جهة التعلیق
- شرح أحادیث نبویه تشتمل علی طب
- کناش مختصر الحواشی علی کتاب القانون للرئیس ابن سینا
- الحواشی علی کتاب المائه للمسیحی
- مقاله فی الفصد